# 孔家站
孔家站是位于内蒙古自治区通辽市孔家乡的一个铁路车站，邮政编码28012。车站建于1966年，有通让铁路经过该站，现不办理客货运业务，车站及其上下行区间均未电气化。车站距离通辽站16公里，隶属沈阳铁路局，是五等站。